# Železniški most, Maribor
Železniški most je eden izmed mostov v Mariboru in eden izmed mostov, ki prečkajo reko Dravo.
V sklopu gradnje južne železnice (Dunaj - Trst) je bil prvotno zgrajen kot lesena konstrukcija, v 1885 jo je nadomestila razsežna kovinska konstrukcija, sestavljena iz treh lokov. V 2. svetovni vojni je bil porušen in popravljen.
Železniški most prečka reko Dravo med Titovim in Meljskim mostom.